# Ачисайський поліметалічний комбінат
Ачисайський поліметалічний комбінат — гірничорудне підприємство з видобутку і збагачення поліметалічних руд у Казахстані.

## Історія
Створений в 1934 році на основі Ачисайських рудників, які з 1927 року вели роботи на базі Ачисайського (Турланського) родовища свинцево-цинкових руд, відомого з XVII ст. Тоді ж для забезпечення комібнату започаткували енергетичне господарство, яке в подальшому стало Кентауською ТЕЦ.
В 1941 почали розробку Міргалімсайського родовища, яке стало основною рудною базою комбінату.
В 1961-му комбінату підпорядкували Байжансайське рудоуправління.
У складі комбінату діяла Кентауська збагачувальна фабрика. 

## Характеристика
Розташований в передгір'ях хребта Каратау. Основні промислові центри — м. Кентау і смт. Ачисай. 
Глибина залягання рудних тіл — до 900 метрів, їх потужність 2 — 14 метрів. Вміщаючі породи: доломіт, доломітизовані вапняки. Головні рудні мінерали: ґаленіт, пірит, сфалерит, барит. Основні компоненти руд: свинець, барій, цинк.

## Технологія розробки
На Міргалімсайських рудниках застосовувались варіанти камерних систем із закладенням виробленого простору тверднучими сумішами. Вилучення руди — бл. 90 %, розубожування — 10-15 %.